# Ledecký mlýn
Ledecký mlýn v Ledcích v okrese Plzeň-sever je vodní mlýn, který stojí jihozápadně od kostela svatého Jakuba Většího při silnici na Příšov na řece Třemošná. Je chráněn jako nemovitá kulturní památka České republiky; předmětem ochrany je obytné stavení s mlýnicí, náhon, stodola a bývalé chlévy. Technická památka s dochovanou kompletní mlýnskou technologií.

## Historie
Mlýn o jednom kole na nestálé vodě je zachycen v odhadu majetku Jana Veikharta z Vřesovic ze dne 18. září 1651. Po skončení třicetileté války jej získalo město Plzeň jako pustý a znovu vystavěn byl mezi lety 1662 až 1671. V roce 1886 vyhořel.
Roku 1936 byla vystavěna samostatná obytná budova, zvýšena mlýnice a změněn pohon z vodního kola na turbínu. V roce 1947 prošly chlévy přestavbou na skladiště a o čtyři roky později mlýn ukončil provoz.

## Popis
Voda na vodní kolo vedla 750 metrů dlouhým náhonem a poháněla jedno vodní kolo na nestálé vodě. Ve 30. letech 20. století byl náhon na konci vybetonován kvůli instalaci Francisovy turbíny (16,7 HP) a vytvořen přepad před stodolou. Od mlýna voda tekla jalovým korytem na náves, kde se spojila s Třemošnou. Za druhé světové války došlo k rozšíření náhonu a stavbě retenční nádržky.
V roce 1930 bylo ve mlýně uváděno vodní kolo na svrchní vodu (hltnost 219 l/s, spád 5,3 m, výkon 10,3 HP). V roce 1934 pohon doplňoval naftový motor, který byl roku 1945 nahrazen motorem elektrickým (15 kW, stále funkční). Dochovaný je elektrický motor od výrobce Škodovy závody, Plzeň.